# Ван дер Гаг, Йордан
Йордан ван дер Гаг (нидерл. Jordan van der Gaag; род. 3 января 1999, Гаага) — нидерландский футболист, полузащитник клуба «Униан Лейрия».
Йордан — сын известного футболиста и тренера Митчелла ван дер Гага.

## Клубная карьера
Ван дер Гаг — воспитанник португальских клубов «Маритиму», «Бенфика», «Эшторил-Прая» и НАК Бреда. 12 августа 2018 года в матче против АЗ он дебютировал в Эредивизи в составе последних. В том же году для получения игровой практики Ван дер Гаг был арендован «Хелмонд Спорт». 7 сентября в матче против «Ден Босх» он дебютировал в Эрстедивизи. 23 ноября в поединке против «Эйндховена» Йордан забил свой первый гол за «Хелмонд Спорт». По окончании аренды Ван дер Гаг вернулся в НАК Бреда. 25 ноября 2019 года в поединке против дублёров ПСВ Йордан забил свой первый гол за клуб.
Летом 2020 года Ван дер Гаг перешёл в португальский «Белененсеш САД». 4 апреля 2021 года в матче против «Боавишты» он дебютировал в Сангриш лиге. 